# Fórmula de Regnault
La fórmula de Regnault és una fórmula empírica obtinguda pel químic francès Henri Victor Regnault que permet calcular la calor latent de vaporització de l'aigua a diferents temperatures. Matemàticament es pot expressar així:
{\displaystyle L_{v}=3\ 335-2,91\times T}
on T és la temperatura expressada en kèlvins i Lv la calor latent expressada en kilojoules per kilogram (kJ/kg).
Aquesta fórmula és vàlida per a temperatures entre 100 °C i 200 °C (373 K a 473 K). S'empra en el funcionament d'autoclaus.